# 2008年北京オリンピックの北朝鮮選手団
2008年北京オリンピックの北朝鮮選手団（2008ねんペキンオリンピックのきたちょうせんせんしゅだん）は、2008年8月8日から8月24日にかけて中国の北京を主として開催された2008年北京オリンピックの北朝鮮選手団、およびその競技結果。

## 概要
今大会は金メダル2個、銀メダル2個、銅メダル2個の合計6個のメダルを獲得した。

## メダル
| メダル | 選手名           | 競技                 | 種目       |
| ------ | ---------------- | -------------------- | ---------- |
| 金     | ホン・ウンジョン | 体操                 | 女子跳馬   |
| 金     | 朴賢淑           | ウエイトリフティング | 女子63kg級 |
| 銀     | オ・ジョンエ     | ウエイトリフティング | 女子58kg級 |
| 銀     | 安琴愛           | 柔道                 | 女子52kg級 |
| 銅     | 朴哲民           | 柔道                 | 男子66kg級 |
| 銅     | 元玉任           | 柔道                 | 女子63kg級 |